# Mandi Gobindgarh
Mandi Gobindgarh (oder kurz: Gobindgarh; Panjabi ਮੰਡੀ ਗੋਬਿੰਦਗੜ੍ਹ) ist eine Stadt im indischen Bundesstaat Punjab.
Mandi Gobindgarh befindet sich im Distrikt Fatehgarh Sahib. Die Stadt liegt zwischen Ludhiana und Ambala an der nationalen Fernstraße NH 1. Mandi Gobindgarh besitzt einen Bahnhof auf der Bahnstrecke Ludhiana–Ambala.
9 km östlich von Mandi Gobindgarh liegt die Distrikthauptstadt Sirhind-Fatehgarh Sahib, 6 km westlich die Stadt Khanna.
Die Stadt Mandi Gobindgarh besitzt den Status eines Municipal Councils und ist in 19 Wards gegliedert.
Beim Zensus 2011 betrug die Einwohnerzahl von Mandi Gobindgarh 73.130 (einschließlich Vororten (Outgrowths) 82.266). 10 Jahre zuvor lag die Einwohnerzahl noch bei 55.403.
Nach einer Überlieferung verweilte der sechste Sikh-Guru Shri Guru Hargobind Sahib 40 Tage am Ufer eines großen Sees (Sarovar) mit dem Namen Barhi Dhab. Später wurde der Ort in Gobindgarh umbenannt. Heute befindet sich ein Gurdwara in der Stadt.
Unter Maharaja Hira Singh von Nabha, in dessen Territorium Gobindgarh lag, wurden im Jahr 1902 die ersten industriellen Betriebe angesiedelt.
Im Jahr 1928 wurde Gobindgarh zu einer Freihandelszone erklärt. Anschließend entwickelte sich eine Stahlindustrie.
Mandi Gobindgarh ist heute als die „Stahl-Stadt“ Indiens bekannt. Sie ist Standort mehrerer Walzwerke.